# Холст (тауншип, Миннесота)
Холст (англ. Holst) — тауншип в округе Клируотер, Миннесота, США. На 2000 год его население составило 316 человек.

## География
По данным Бюро переписи населения США площадь тауншипа составляет 92,2 км², из которых 91,0 км² занимает суша, а 1,2 км² — вода (1,35 %).

## Демография
По данным переписи населения 2000 года здесь находились 316 человек, 130 домохозяйств и 92 семьи.  Плотность населения —  3,5 чел./км².  На территории тауншипа расположена 151 постройка со средней плотностью 1,7 построек на один квадратный километр. Расовый состав населения: 99,37 % белых и 0,63 % коренных американцев.
Из 130 домохозяйств в 26,9 % воспитывались дети до 18 лет, в 62,3 % проживали супружеские пары, в 2,3 % проживали незамужние женщины и в 29,2 % домохозяйств проживали несемейные люди. 25,4 % домохозяйств состояли из одного человека, при том 9,2 % из — одиноких пожилых людей старше 65 лет. Средний размер домохозяйства — 2,43, а семьи — 2,90 человека.
24,4 % населения младше 18 лет, 5,7 % в возрасте от 18 до 24 лет, 25,0 % от 25 до 44, 31,0 % от 45 до 64 и 13,9 % старше 65 лет. Средний возраст — 41 год. На каждые 100 женщин приходилось 116,4 мужчин.  На каждые 100 женщин старше 18 приходилось 113,4 мужчин.
Средний годовой доход домохозяйства составлял 35 313 долларов, а средний годовой доход семьи —  41 125 долларов. Средний доход мужчин —  22 500  долларов, в то время как у женщин — 19 643. Доход на душу населения составил 17 427 долларов. За чертой бедности находились 2,5 % семей и 3,3 % всего населения тауншипа, из которых 7,5 % старше 65 лет.